# استاروموسینو (شهرستان چیشمینسکی، باشقیرستان)
استاروموسینو (انگلیسی: Staromusino, Chishminsky District, Republic of Bashkortostan) یک شهرک در شهرستان چیشمینسکی در استان باشقیرستان کشور روسیه است.